# Talende gravsten
Talende gravsten (på tysk Sprechende Steine) er betegnelsen for gravsten, som er forsynet med omfattende indskrifter, der beskriver de afdødes biografi. Mange af dem er udsmykket med bibelske symboler og skibs- og blomstermotiver.
De fleste talende gravsten findes på øerne Amrum og Før, men de findes også på Sild og Rømø. Gravstenene er typisk fra 1600- og 1700-tallet og beretter om søfareres og især hvalfangeres skæbne. De skildrer ofte hele livsforløb og minder om store bedrifter og skæbner. På daværende tidspunkt drog mange øboere til søs og mange af dem blev styrmænd eller kommandører. Indskrifterne på gravstenene beretter om deres liv og dokumenterer på denne måde de afdødes prestige og velstand. Af nogle gravsten fremgår også at en del af øens skibsførere har været fanger i muslimske lande. Bedst kendt er i dag historien om Hark Olufs.
De første talende gravsten var lavet af granit og var liggende. Senere kom importeret sandsten i anvendelse og især på Amrum og Før udviklede der sig en tradition med opretstående sten (steler). Ved kirken i Nebel på Amrum står i dag 85 talende sten. Den ældste er fra 1672. På Før findes talende gravsten på kirkegårdene i Boldiksum, Niblum og Syderende.